# James Arnold Lowell
James Arnold Lowell (* 5. Februar 1869 in Newton, Massachusetts; † 30. November 1933) war ein US-amerikanischer Jurist und Politiker. Nach seiner Berufung durch Präsident Warren G. Harding fungierte er von 1922 bis zu seinem Tod im Jahr 1933 als Bundesrichter am Bundesbezirksgericht für den Distrikt von Massachusetts.

## Werdegang
Nach seinem Schulabschluss besuchte James Lowell die Harvard University, an der er 1891 den Bachelor of Arts erwarb. 1894 folgte an der Harvard Law School der Bachelor of Laws. Anschließend praktizierte er bis 1922 in Boston als Rechtsanwalt. Von 1904 bis 1906 saß er als republikanischer Abgeordneter für den 16. Bezirk des Middlesex County im Repräsentantenhaus von Massachusetts. Danach gehörte er mehreren staatlichen Gremien an: dem Committee on Workmen's Compensation (1910–1912), dem Board of Labor and Industries (1913–1914) und der Commission to Consolidate the Laws (1917–1920). Außerdem nahm er zwischen 1917 und 1918 als Delegierter am Verfassungskonvent für Massachusetts teil.
Am 20. September 1922 wurde Lord durch Präsident Harding zum Richter am United States District Court for the District of Massachusetts ernannt; damit übernahm er einen zuvor neu eingerichteten Sitz. Nach der Bestätigung durch den US-Senat, die zwei Tage später erfolgte, konnte er unmittelbar darauf sein Amt antreten. 1932 wurde Lowell in die American Academy of Arts and Sciences gewählt. Das Richteramt übte er bis zu seinem Tod am 30. November 1933 aus; sein Sitz fiel dann an George Clinton Sweeney.